# Władysław Rudno-Rudziński

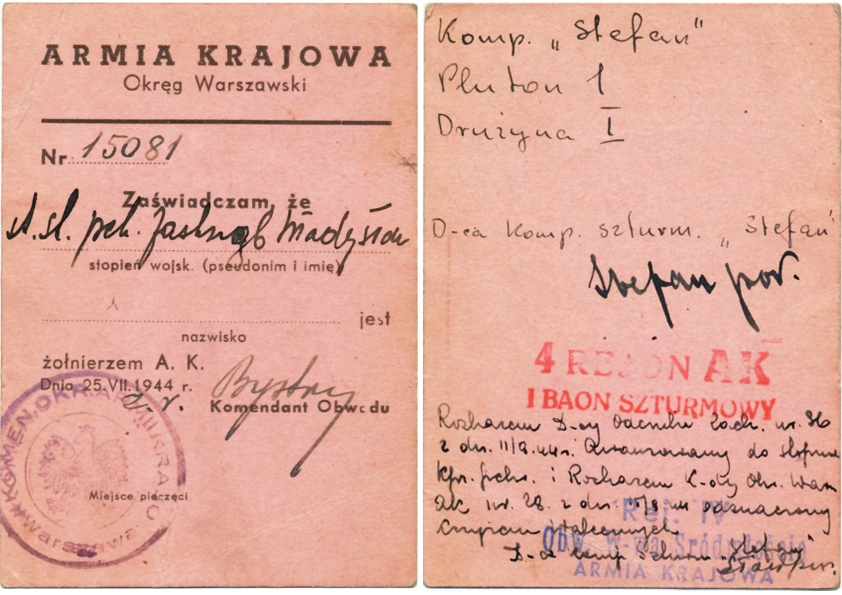
Legitymacja Armii Krajowej Władysława Rudno-Rudzińskiego, wpis nadania Krzyża Walecznych, 15.IX.1944

Władysław Rudno-Rudziński, herbu Prus III – „Jastrząb” (ur. 21 września 1922 w Łękach pow. Biała, woj. krakowskie; zm. 9 kwietnia 2013 w Warszawie) – żołnierz Armii Krajowej, uczestnik powstania warszawskiego, genealog, autor książek historycznych, wieloletni pracownik handlu zagranicznego.

## Życiorys
Urodził się w ziemiańskiej rodzinie w Łękach w majątku Osiek, pow. Biała, woj. krakowskie.
W 1939 ukończył I klasę liceum w Państwowym Gimnazjum w Bielsku. W 1940 – wysiedlony z rodziną do Krakowa w Generalnej Guberni. W 1941 otrzymał maturę w Państwowej Szkole Handlowej Wyższego Stopnia w Krakowie. Po odbyciu praktyk (1941–1943) w Komunalnej Kasie Oszczędnościowej i w Izbie Rolniczej w Krakowie, w latach 1943/44 ukończył dwa semestry Miejskiej Szkoły Handlowej w Warszawie (wojenna SGH). Równocześnie ukończył tajną szkołę podchorążych w Warszawie działając w ruchu oporu.
Żołnierz Armii Krajowej, pseudonim „Jastrząb”. Absolwent Szkoły Podchorążych Dywizjonu 1806 I Pułku Strzelców Konnych w Warszawie. Walczył w powstaniu warszawskim w Kompanii Szturmowej „Stefan” IV Rejonu AK Warszawa – Śródmieście. Brał udział w walkach m.in. o Halę Mirowską, gmach PAST-y, Browar Haberbuscha i Schielego. Uciekł z transportu kolejowego do obozu jenieckiego.
W 1946 otrzymał dyplom magisterski na Wydziale Konsularnym w Akademii Handlowej w Krakowie. W latach 1947–1949 pracował w dziale administracji cegielni i młyna w Osieku oraz cegielni w Baborowie. Po przeprowadzce do Warszawy zatrudniony jako inspektor finansowy w CHZ Varimex (1949–1951), inspektor planowania w Metrobudowie (1951–1954), kierownik eksportu w PHZ Veritas (1954–1958) oraz do przejścia na emeryturę, jako kierownik działów eksportu w SPHZ Coopexim (1958–1998).
Od 1991 był członkiem Komisji Odznaczeń w Światowym Związku Żołnierzy Armii Krajowej.
W kwietniu 2001 otrzymał mianowanie na stopień podporucznika, w kwietniu 2003 — na stopień porucznika.
Zmarł 9 kwietnia 2013 w Warszawie. Pochowany w kwaterze Żołnierzy Armii Krajowej na Wojskowym Cmentarzu na Powązkach, D – 22 II 8.

## Odznaczenia
Krzyż Walecznych (1944), Warszawski Krzyż Powstańczy (1983), Krzyż Partyzancki (1971), Krzyż Armii Krajowej (1994), Krzyż Oficerski Orderu Odrodzenia Polski (2008).

## Badania historyczne
Z zamiłowania – historyk genealog. Członek Zarządu Głównego Polskiego Towarzystwa Ziemian. Członek założyciel Polskiego Towarzystwa Heraldycznego. Honorowy Obywatel Miasta Mińsk Mazowiecki. 

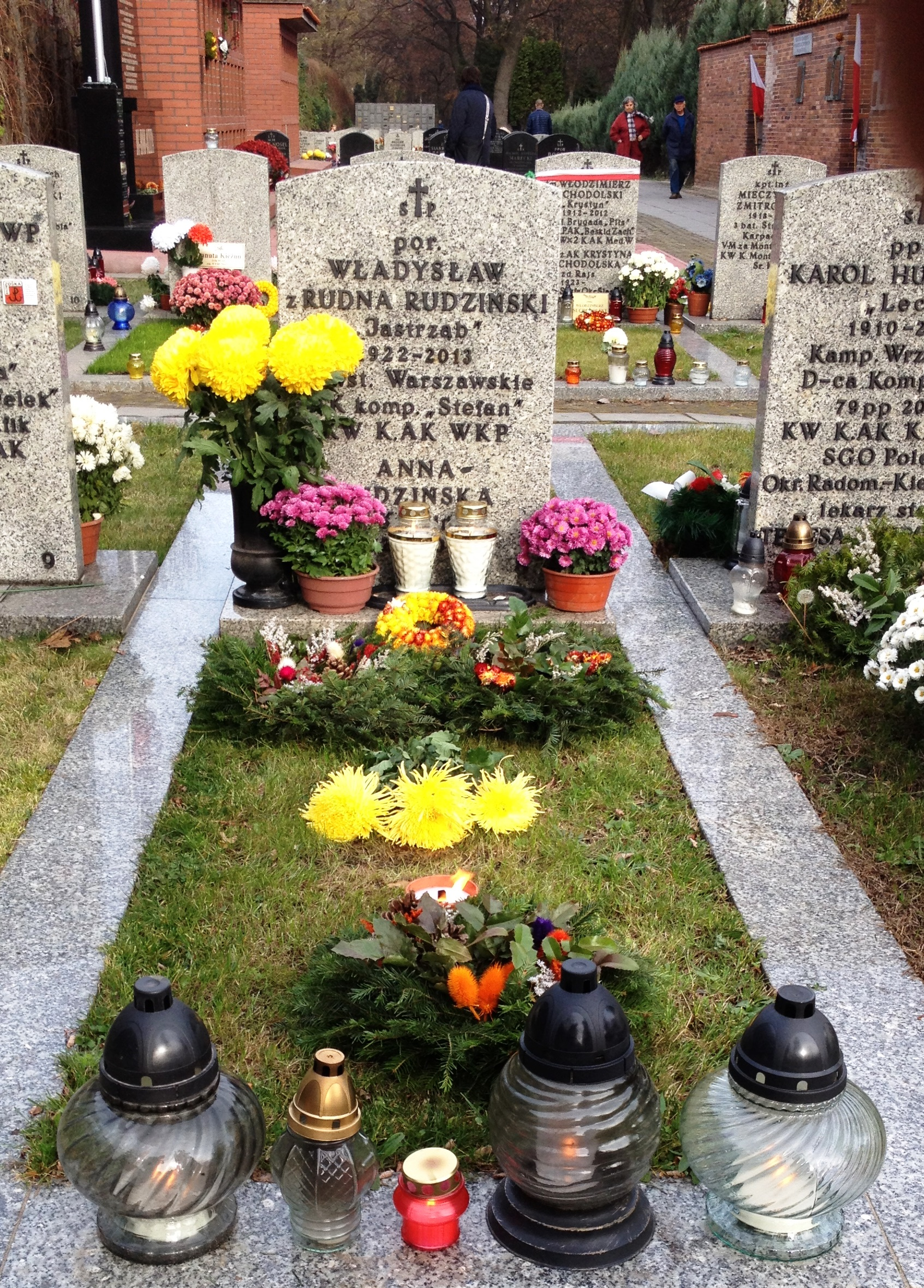
Grób na cmentarzu Wojskowym na Powązkach, D–22 II 8

Odkrywca prawdziwej daty urodzin Kazimierza Pułaskiego. Autor opracowań dotyczących historii Mińska Mazowieckiego oraz działalności wojewodów Mazowieckich w XVII i XVIII wieku oraz publikacji związanych z historią rodów na Śląsku, a także historii rodzin Dulębów, Wrotnowskich, Rudzińskich.
Wykaz prac wydanych drukiem:
- Koligacje śląskie na tle historii rodziny Rudzińskich. Wersja polsko-niemiecka. Wyd. DIG, Warszawa 1995, s. 214, nakład 500 egz.
- Władysław Dulęba. Minister dla Galicji. Wyd. BENE NATI, Poznań 1998. s 218, nakład 1000 egz.
- Juliusz Wrotnowski i rodzina w świetle dokumentów. Wyd. własne, 2006, s.85.
- Polski Słownik Biograficzny, t. XXXIII, 1991, 1992. Biogramy Samuela Rudzińskiego, Kazimierza Rudzińskiego, Franciszka Rudzińskiego, Michała Rudzińskiego.
- Rudzińscy herbu Prus III z Ziemi Czerskiej, 1998 r., 2 tomy, s. 899, Wyd. własne.
- Kronika Rodzinna, 1979, Wyd. własne, s. 74, Uzupełnienie do Kroniki, 1975.